# Cyphomyrmex rimosus
Cyphomyrmex rimosus é uma espécie de inseto do gênero Cyphomyrmex, pertencente à família Formicidae.

## Distribuição
São encontradas no sul dos Estados Unidos.